# Gotta Be You (3T)
Gotta Be You è un brano del gruppo musicale statunitense 3T, contenente un featuring di Herbie Crichlow, estratto come ultimo singolo dal loro album Brotherhood (1995) e pubblicato nel 1996 solo in Europa. 

## Descrizione
La canzone fu scritta da Max Martin, Herbert Crichlow e Denniz PoP. Fu l'ultima canzone ad essere estratta come singolo dal primo album in studio dei fratelli e riscosse un certo successo soprattutto in Belgio e nel Regno Unito raggiungendo le posizioni 6 e 10 delle rispettive classifiche.

## Video musicale
Nonostante il lancio solo europeo del singolo, e il conseguente modesto successo, il video musicale realizzato per accompagnarlo fu il più elaborato tra quelli realizzati sino ad allora dai tre fratelli. Il video venne diretto da 
Ralph Ziman. La trama è incentrata intorno a una coppia di anziani signori, marito e moglie, che si annoiano nel loro appartamento quando appare un tecnico alla loro porta, interpretato dallo stesso Herbie Crichlow, che gli installa la TV via cavo "gratis"; i due anziani iniziano così a cambiare canale sul loro televisore e in ogni canale appaiono i 3T che interpretano vari personaggi, da conduttori di telequiz, a protagonisti di una serie poliziesca, fino a un gruppo musicale in bianco e nero che ricorda i Beatles. I due anziani iniziano così a ballare e a divertirsi mentre guardano i tre fratelli alla TV.

## Tracce

### CD singolo
1. Gotta Be You (New Radio Edit) – 3:34
2. Gotta Be You (Eurodance Dream Mix Radio Edit) – 3:40

### CD singolo Limited Edition
1. Gotta Be You (Radio Edit) – 3:34
2. Gotta Be You (Eurodance Dream Mix) – 4:28
3. Gotta Be You (Black Radio Mix) – 3:55
4. Anything (3T & D.T. Mix) – 4:49

### CD Maxi
1. Gotta Be You (New Radio Edit) – 3:34
2. Gotta Be You (Eurodance Dream Mix) – 4:28
3. Gotta Be You (Maurice Joshua Remix) – 4:28
4. Gotta Be You (Extended Mix) – 5:31

## Classifiche
| Classifica (1996) | Posizione massima |
| ----------------- | ----------------- |
| Belgio (Fiandre)  | 6                 |
| Francia           | 16                |
| Regno Unito       | 10                |